# 1147 Stavropolis
Stavropolis (asteróide 1147) é um asteróide da cintura principal, a 1,7463421 UA. Possui uma excentricidade de 0,2310376 e um período orbital de 1 250,04 dias (3,42 anos).
Stavropolis tem uma velocidade orbital média de 19,7642636 km/s e uma inclinação de 3,87808º.
Esse asteróide foi descoberto em 11 de Junho de 1929 por Grigory Neujmin.